# August Föppl
August Otto Föppl (né le 25 janvier 1854 à Groß-Umstadt, Hesse; mort le 12 octobre 1924 à Ammerland-sur-Starnberg), étudia le génie civil à l’Institut polytechnique de Darmstadt, puis enseigna à l'institut de la construction de Holzminden et à l'École professionnelle de Leipzig (de). Il fit connaître en Allemagne l'électrodynamique de Maxwell et le calcul opérationnel de Heaviside.

## Biographie
August Föppl fut, de 1893 à 1922, professeur de génie mécanique et de statique graphique de l’Institut technique de Munich ainsi que du Laboratoire de génie mécanique (actuel Laboratoire fédéral d'essais mécaniques).
Föppl mena une série d'expériences sur la toupie et les oscillations. Contre l'opinion de Rankine, qui avait prévalu jusque-là, il démontra en 1895 l’existence de pulsations supercritiques stables pour les masses en rotation. Il introduisit une notations particulière, les crochets de Föppl (plutôt appelés « crochets de Macaulay » dans le monde anglo-saxon) : 
{\displaystyle \langle x-a\rangle ^{n}={\begin{cases}0&\mathrm {si} ~x<a\\(x-a)^{n}&\mathrm {si} ~x>a\end{cases}}}
Arnold Sommerfeld le qualifie de « chercheur émérite, passé maître dans toutes les branches de la mécanique appliquée », ajoutant que  Föppl a fait connaître en Allemagne le calcul vectoriel de Heaviside et l’électrodynamique de Maxwell, grâce à son livre : Einführung in die Maxwellsche Theorie der Elektrizität (Leipzig 1894). Ce fut l'une des sources d’Albert Einstein pour ses recherches sur l'« électrodynamique des charges en mouvement », c'est-à-dire la relativité restreinte.
Ludwig Prandtl, son futur gendre, était l'un de ses doctorants.
En 2002, l’université technique de Munich a créé la médaille Föppl, pour distinguer ses collaborateurs particulièrement engagés dans la formation professionnelle.

## Famille
Il épousa Emilie Schenck (1856–1924), qui lui donna quatre enfants : Gertrud (∞ Ludwig Prandtl), Otto Föppl (1885–1963; professeur de génie mécanique à l'Institut technique de Brunswick), Else (∞ l'ingénieur et électrochnicien Hans Thoma, 1887–1973, prof. d'électrotechnique à Karlsruhe) et Ludwig Föppl (1887-1976).